# Iguaçúfloden
Iguaçú (portugisiska) eller Iguazú (spanska) är en flod i Sydamerika som är cirka 1 000 km lång. Den rinner upp i Serra do Mar, flyter huvudsakligen genom Brasilien och sista delen utgör gränsflod mellan Brasilien och Argentina. Iguaçu mynnar ut i Paranáfloden med en medelvattenföring på 1500 m³/s. Strax före flodens slut ligger de mäktiga Iguaçufallen.